# Jero Lario
Jerónimo Manuel Lario Martínez (Lorca, Región de Murcia, 7 de febrero de 1995), más conocido como Jero Lario,  es un futbolista español que juega como guardameta en el Recreativo de Huelva, de la Segunda Federación.

## Trayectoria
Natural de Lorca, es futbolista formado en el CD Alcoyano con el que debutó en la temporada 2014-15, participando en 28 partidos del Grupo III de la Segunda División B de España y dos encuentros de Copa del Rey.
En la temporada 2015-16, tendría menos participación en el conjunto alicantino, donde juega 5 partidos de liga y uno de Copa del Rey.
En julio de 2016, firma por el FC Jumilla de la Segunda División B de España, donde juega 33 partidos.
El 14 de julio de 2017, firma por el Real Club Celta de Vigo para jugar en su filial del Grupo I de la Segunda División B de España, donde juega 8 partidos.
Tras sólo disputar un encuentro con el filial celeste en la primera vuelta de la temporada 2018-19, el 14 de enero de 2019, se marcha a la Unión Deportiva Almería "B" del Grupo IV de la Segunda División B de España, donde disputa 14 partidos.
En la temporada 2019-20, ejerce como segundo portero de la Unión Deportiva Almería de la Segunda División de España, pero no llegaría a debutar.
El 24 de agosto de 2020, el guardameta es cedido a la SD Logroñés de la Segunda División B de España, donde disputa 21 partidos.
En julio de 2021, tras quedar libre, se compromete en propiedad con la SD Logroñés de la Primera Federación, tercera categoría del fútbol de España.
En la temporada 2022-23, continuaría en el conjunto riojano.
El 14 de julio de 2023, firma por el Club Deportivo Atlético Baleares de la Primera Federación.
El 10 de julio de 2025, pasa a formar parte del Real Club Recreativo de Huelva de la Segunda Federación.